# Quality Soft Core
Quality Soft Core è il primo album in studio del gruppo musicale statunitense Mad Caddies, pubblicato nel 1997.

## Tracce
1. I'm So Alone – 4:09
2. Distress – 3:49
3. Cup O' Tea – 1:44
4. The Bell Tower – 2:42
5. No Sé – 2:41
6. Crew Cut Chuck – 1:56
7. Goleta – 1:24
8. Big Brother – 3:25
9. LG's – 3:20
10. Polyester Khakis – 2:20
11. Preppie Girl – 2:35
12. Mum's the Word – 1:38
13. Sad Reggie – 4:50